# Jaroslav Janečka
Jaroslav Janečka (19. října 1928 Ostrava-Zábřeh – 22. října 2002) byl český armádní důstojník a muzeolog, zakladatel Leteckého muzea Vojenského historického ústavu v Praze – Kbelích.

## Život
Jaroslav Janečka se narodil 19. října 1928 v Zábřehu nad Odrou v rodině státního úředníka. Od mládí jej zajímal vývoj letecké techniky a již jako patnáctiletý se rozhodl napsat rozsáhlou historii světového letectví. Po vyučení nástrojařem v Sigmě Lutín vystudoval průmyslovou školu v Přerově, kterou zakončil maturitou v r. 1950. Krátce nato nastoupil základní vojenskou službu a započal svoji kariéru v armádě. Absolvoval Školu pro důstojníky protiletadlového dělostřelectva v záloze a posléze nastoupil v Učilišti protivzdušné obrany v Olomouci jako učitel taktiky a radiotechnického boje. V učilišti nejen přednášel, ale i studoval a v r. 1955 jej úspěšně absolvoval.
Během svého působení v Olomouci pololegálně soustředil kolekci letadel a podpůrných prostředků, kterou před nadřízenými prezentoval jako učební pomůcky. Všechny exponáty byly po Janečkově odchodu do Košic převezeny na letiště v Neředíně a tam zničeny. R. 1959 absolvoval Janečka Vyšší letecké učiliště v Košicích a posléze tam i vyučoval. Titul inženýra pak získal na letecké fakultě VAAZ Brno v červnu 1966. Krátce nato, k 1. říjnu 1966 byl jmenován náčelníkem nově vzniklé Letecké skupiny Vojenského muzea Vojenského historického ústavu.
V té době se již aktivně podílel na zachraňování historických letadel. Díky němu byl na poslední chvíli zachránen těžce poškozený Iljušin Il-2m3, chátrající v prostorách kbelského letiště. Letecká skupina započala s podporou armádních složek soustřeďovat letadla a letecký materiál v hangáru č. 40 na letišti Kbely. Již v září 1967 tam byla ke Dni letectva otevřena první improvizovaná výstavka pro veřejnost. K nadcházejícímu 50. výročí vzniku Československa a tím i vzniku čs. letectva Janečka zintenzivnil své organizační úsilí a 11. října 1968 byla otevřena velká letecká výstava. Na výstavě bylo prezetováno přes šest desítek letadel, poskytnutých armádou, muzejními institucemi, aerokluby a jinými subjekty. Výstava sklidila obrovský veřejný ohlas a 10. prosince 1968 ji navštívil prezident republiky Ludvík Svoboda, jehož tehdy již podplukovník Janečka osobně provedl a nastínil mu slavnou historii našeho letectví, ale i problémy provázející její zachycení. Nástup zimy si sice vynutil uzavření výstavy 15. prosince, od následujícího roku však byla výstava otevřena již jako stálá sezonní expozice Vojenského muzea VHÚ. Od té doby sbírky muzea intenzivně narůstaly. Přicházely nejen technické exponáty, ale rovněž publikace, dokumenty a pozůstalosti po významných osobnostech apod.
Dalším významným předělem v Janečkově muzejní činnosti byla jeho snaha o rozšíření prostor muzea, korunovaná v r. 1988 získáním tří dalších historických hangárů, z nichž dva byly přeměněny v expozice a jeden se stal depozitním. Veřejnosti byla nová podoba muzea, rozšířeného o exponáty těžké bojové techniky, automobily, protiletadlové prostředky a kosmonautiky, předvedena na počátku září, spolu s velkým leteckým dnem v sobotu 10. září 1988.
Janečkovým dalším velkorysým záměrem bylo proměnit Letecké muzeum v multifunkční národní středisko historie letectví a leteckého výzkumu. Dokonce byly vypracovány podrobné studie areálu a vyrobeny jeho trojrozměrné modely. Vzhledem ke změně situace po listopadu 1989 však již k realizaci těchto odvážných vizí nedošlo.
Po odchodu do penze v r. 1990 plk. Janečka neustával ve svých širokých aktivitách. Podílel se např. na přípravách letecké expozice v rámci Jubilejní výstavy v r. 1991 na Výstavišti Praha. Spolupracoval na dlouhodobém projektu shromažďování a přepisu historických dokumentárních filmů s leteckou tematikou, který vyústil v kolekci "Historie čs. letectví." Na přelomu let 1994 a 1995 se ještě jednou ujal vedení Leteckého muzea, aby stabilizoval poměry po personální krizi. Vytvořil a prosadil plány rozsáhlé reinstalace, aby byl zajištěn plynulý chod muzea v budoucnu. Expozici i poté často navštěvoval, i přes své vážné onemocnění, jemuž 22. října 2002 nečekaně podlehl. Rok po jeho úmrtí byla Janečkovi posmrtně udělena Cena za celoživotní přínos vojenskému letectvu a 30. října 2003 po něm byl slavnostně pojmenován nově zrekonstruovaný historický hangár č. 88, o jehož záchranu se velkou měrou zasloužil.